# Тройго, Ян Янович
Я́н Я́нович Тро́йго (бел. Ян Янавіч Тройга), он же Я́н Тро́йго (пол. Jan Trojgo), Ива́н Ива́нович Тро́йго (12 декабря (29 декабря) 1881, село Прогалино, Романовская волость, Сокольский уезд, Гродненская губерния, Российская империя — 11 августа 1932, Ленинград, СССР) — священник Римско-католической церкви, жертва политических репрессий в СССР, слуга Божий с 2003 года.

## Биография

### Образование
Происходил из крестьянского сословия. Начальное образование получил на дому. В 1892 году поступил в Гродненскую мужскую гимназию. В 1900—1906 годах обучался в Епархиальной духовной семинарии Могилёвской митрополии. Продолжил образование в Императорской римско-католической духовной академии, которую окончил, защитив 28 мая 1908 года степень магистра богословия; последнюю ему присвоили за сочинения «Митрополит Киевский и его заслуги в деле единства Церкви» и «О романе Ф. М. Достоевского «Преступление и наказание»».

### Священник
10 августа 1906 года в городе Вильно был рукоположен в священники виленским епископом Эдуардом фон Роппом. В 1908 году Тройго назначили капелланом средних школ в Могилёве. В 1910 году он был принят на должность библиотекаря и преподавателя литургики Епархиальной духовной семинарии Могилёвской митрополии в Санкт-Петербурге. В 1913—1914 годах из-за проблем со здоровьем находился на лечении за границей. В сентябре 1914 года поступил на работу в канцелярию Могилёвской митрополии; был членом Административного совета епархиальной курии и Епископского суда, занимал пост председателя Хозяйственного совета Духовной коллегии. В 1914—1915 году сотрудничал с редакцией католического еженедельника «Под крестным знамением» (пол. Pod Znakiem Krzyża). В 1914—1916 годах руководил изданием двухнедельного епархиального журнала «Церковная жизнь» (пол. Życie Kościelne). Оба издания выходили на польском языке. В 1916—1917 годах трудился законоучителем в женских гимназиях Петрограда и являлся членом правления Петроградского римско-католического общества защиты женщин. В 1917 году служил капелланом в городских приютах для раненных.
После Февральской революции и Октябрьского переворота остался в Петрограде, продолжив работу в курии. В 1919—1923 годах служил секретарём епархиальной курии, оставаясь членом Административного совета и председателем Хозяйственного совета Духовной коллегии. В 1918—1920 годах принимал участие в собраниях римско-католического духовенства Петрограда. В сентябре 1918 года, из-за начавшихся арестов католических клириков, некоторое время служил в приходе села Струги Белые Псковской губернии. В 1919 году вступил в переписку с архиепископом Эдуардом Эмильевичем Роппом, находившимся в заключении. Представлял епархиальное руководство во время сложных переговоров с официальными властями из-за закрытия храмов. В 1921 году администратор Ян Гиацинтович Цепляк назначил его на должность префекта Епархиальной духовной семинарии Могилёвской митрополии, которую он занимал до декабря 1922 года. 

### Первый арест
10 марта 1923 года Тройго был арестован в Москве, по другой версии в Петрограде. Процесс против группы римско-католических священников во главе с могилёвским администратором Яном Гиацинтовичем Цепляком имел показательный характер и проходил в Москве с 21 по 26 марта 1923 года. Постановлением представителя Военного трибунала Тройго был признан виновным по статьям 40, 68, 69-1, 119 и 121 Уголовного кодекса РСФСР и приговорён к трём годам тюремного заключения с отбыванием наказания во 2-м Сокольническом исправдоме города Москвы. Сразу после досрочного освобождения в январе 1925 года, он приехал в Ленинград. В 1925—1927 годах служил настоятелем церкви Святого Станислава в Ленинграде и являлся постоянным членом епархиальной курии.

### Второй арест и смерть
14 января 1927 года снова был арестован в Ленинграде, вместе с тремя другими римско-католическими священниками. Им были предъявлены обвинения в связях с польским духовенством и обучении несовершеннолетних церковной доктрине. Постановлением представителя коллегии ОГПУ в Ленинградском военном округе от 18 июля 1927 года Тройго был признан виновным по статьям 58-10 и 122 Уголовного кодекса РСФСР и приговорён к пяти годам заключения в исправительно-трудовых лагерях. По этапу был отправлен в Соловецкий лагерь особого назначения, куда прибыл 30 июля 1927 года. Отбывал трудовую повинность на территории Соловецкого монастыря в Германовской часовне. В июне 1929 годе его перевели с Большого Соловецкого острова на остров Анзер в Троицкую командировку. Находившиеся здесь заключённые римско-католические священники, численностью более тридцати, организовали нелегальный совет «коммуны священников», тайно совершали богослужения и проводили собрания.
После окончания срока наказания Тройго не был освобождён. 5 июля 1932 года ему, вместе с другими заключёнными римско-католическими священниками на острове Анзер, предъявили обвинения в антисоветской деятельности, заключавшейся в тайном совершении богослужений и нелегальных контактах с иностранцами с передачей им сведений об отношении к католикам в СССР. Из всех обвинявшихся положение Тройго было самым тяжёлым, так как к ОГПУ попала переписка священника с архиепископом Эдуардом фон Роппом. Во время допросов от него требовали отречения от религиозных убеждений. Тройго утверждал, что не может этого сделать. Его слабое здоровье окончательно надорвали изоляция и жестокие пытки. У Тройго случился нервный срыв. По просьбе следствия, назначившего его руководителем антисоветского объединения заключённых римско-католических священников, он был передан в распоряжение ОГПУ в Ленинградском военном округе. 22 июля того же года Тройго был помещён в Дом предварительного заключения в Ленинграде. 
Скончался в тюремной больнице от инсульта в ночь с 10 на 11 августа 1932 года. Во избежание огласки ОГПУ захоронили останки священника на Преображенском кладбище под именем Петра Семёновича Самахина. Место захоронения было утрачено.

### Почитание
31 мая 2003 года был открыт официальный процесс по беатификации священника Яна Яновича Тройго, после чего ему был присвоен официальный титул слуги Божьего. Особое почитание подвижника распространено среди католиков Санкт-Петербурга.